# Логи Эйнарссон
Логи Маур Эйнарссон (исл. Logi Már Einarsson; род. 21 августа 1964, Акюрейри) — исландский политический и государственный деятель. Бывший председатель партии «Социал-демократический альянс». Министр культуры, инноваций и высшего образования с 21 декабря 2024 года, министр сотрудничества с Северными странами с 23 декабря 2024 года. Депутат альтинга с 2016 года.

## Биография
Родился 21 августа 1964 года в Акюрейри. Родители: Эйнар Хельгасон (Einar Helgason; 11 октября 1932 — 15 декабря 2013), художник и педагог, и Асдис Карлсдоттир (Ásdís Karlsdóttir; род. 6 июня 1935), учительница физкультуры.
В 1985 году окончил среднюю школа в Акюрейри (MA).
В 1992 году окончил Школу архитектуры в Осло.
В 1992—1994 годах работал архитектором в бюро H.J.teiknistofa в Акюрейри, в 1994—1996 годах — в отделе планирования города Акюрейри, в 1996—1997 годах в бюро Form в Акюрейри, в 1997—2003 годах — в бюро Úti og inni в Рейкьявике, в 2003—2004 годах — в бюро Arkitektúr.is, в 2003—2016 годах — в бюро Kollgáta в Акюрейри.
В 2010—2012 годах — преподаватель на почасовой оплате в Университете Рейкьявика (HR).
В 2010—2013 годах — в правлении Союза архитекторов Исландии (Arkitektafélag Íslands), в 2010—2012 годах — председатель.

## Политическая карьера
В 2010—2012 годах замещал муниципального депутата в Акюрейри, в 2012—2016 годах — член городского муниципалитета, в 2014—2015 годах — председатель, в 2015—2016 годах — председатель школьного совета.
Баллотировался на парламентских выборах 2009 года от партии «Социал-демократический альянс» в Северо-восточном избирательном округе, но не был избран.
В октябре 2010 года, в апреле, октябре и декабре 2011 года и с января по март 2013 года замещал депутата альтинга от партии «Социал-демократический альянс» от Северо-восточного избирательного округа.
По результатам парламентских выборов 2016 года избран депутатом альтинга от партии «Социал-демократический альянс» в Северо-восточном избирательном округе. Член Комитета по экономике и торговле (2016–2017), Комитета по занятости (2017), Комитета по иностранным делам (2017–2021, 2021–2024), Комитета по общим делам и образованию (2021–2022), Комитета будущего (2021–2024, председатель в 2022–2023 гг.), член Комитета парламентского сотрудничества Исландия — ЕС (2018–2021, 2022–2024).
На съезде в марте 2016 года избран заместителем председателя партии «Социал-демократический альянс». Председатель Оддни Хардардоуттир ушла в отставку после поражения партии на выборах 29 октября и 31 октября Логи Эйнарссон занял этот пост. На парламентских выборах 2017 года «Социал-демократический альянс» увеличил представительство в альтинге с трёх до семи мест. Переизбран председателем единогласно на съезде в марте 2018 года.  На парламентских выборах 2021 года «Социал-демократический альянс» потеряла одно место, получив шесть мест в альтинге. 18 июня 2022 года Логи Эйнарссон объявил об отставке. Новым председателем партии 28 октября избрана Криструн Фростадоуттир.
С 2022 года является председателем парламентской группы «Социал-демократический альянс».
21 декабря назначен министром культуры, инноваций и высшего образования в коалиционном правительстве под руководством премьер-министра Криструн Фростадоуттир. 23 декабря правительство одобрило предложение премьер-министра Криструн Фростадоуттир и Логи Эйнарссон назначен министром сотрудничества с Северными странами.

## Личная жизнь
Жена — Аднбьёрг Сигюрдардоуттир (Arnbjörg Sigurðardóttir; род. 10 января 1973), окружной судья. Дети: Ульвюр (Úlfur; род. 1997), Хревна (Hrefna; род. 2004). 